# 태풍 개미 (2006년)
태풍 개미 (KAEMI)는 2006년 7월 19일부터 7월 26일까지 활동했고 중심기압 960 hPa를 기록했던 2006년의 제5호 태풍이다. 대만과 중국에 영향을 주었다. "개미"는 대한민국에서 제출한 이름이고 개미를 의미한다

## 개요
제5호 태풍 개미는 7월 19일 오후 3시 괌의 서남서쪽 약 490 km 부근 해상에서 발생하였다. 이 태풍은 앞서 발생한 제4호 태풍 빌리스와 유사한 진로를 그리며 북서쪽으로 이동하면서 강하게 발달했다. 필리핀 마닐라 동북동쪽 약 850 km 부근 해상에 위치했던 7월 23일 오전 3시에는 중심 기압 955hPa, 최대 풍속 39m/s의 강도 '강'의 태풍으로 발달하며 최성기에 접어들었다. 7월 25일 오전에는 대만 남부 해안에 상륙하여 대만을 관통한 뒤, 같은 날 중국 푸젠성에 상륙한 뒤 7월 26일 태풍으로서의 일생을 마쳤다.

## 영향
이 태풍은 제4호 태풍 빌리스로 피해를 입었던 지역을 또 다시 강타하며 사망자 32명·실종자 65명을 발생시키는 피해를 야기했다. 또, 대한민국은 태풍 빌리스에 이어 태풍의 간접적인 영향을 받으며 집중호우로 인한 피해에 시달려야 했다. 이처럼 태풍은 연속적으로 장마 전선을 활성화시키며 2006년 대한민국에는 평균보다 2주가량 더 긴 46일간의 장마가 찾아왔고, 이 기간 동안 33년 만의 최대 기록인 전국 평균 717.3mm의 강우량의 비가 쏟아졌다.

## 같이 보기
- 2006년 태풍